# Özge Yagiz
Özge Yagiz (turkiska: Özge Yağız), född 26 september 1997 i Istanbul i Turkiet, är en turkisk skådespelare.

## Biografi
Özge Yağız föddes 1997 i Istanbul. Hon utexaminerades från Başkents universitet och debuterade i serien Adını Sen Koy 2016 . Därefter spelade Özge Yağız huvudrollen Reyhan i TV-serien Yemin, som sändes på den turkiska TV-kanalen Kanal 7. Hon har nu spelat huvudrollen i TV-serien Sol Yanım, som sänds på den turkiska TV-kanalen Star TV.

## Filmografi
| Tv   | Tv            | Tv            | Tv           |
| År   | Titel         | Roll          | Anteckningar |
| ---- | ------------- | ------------- | ------------ |
| 2016 | Adını Sen Koy | Zeliha        | Huvudroll    |
| 2019 | Yemin         | Reyhan Tarhun | Huvudroll    |
| 2020 |               | Serra         | Huvudroll    |